# 唯一人
「唯一人」（ただひとり、英文表記: tadahitori）は日本の5人組ロックバンド、爆弾ジョニーの楽曲。2014年に放送されたテレビアニメ「ピンポン THE ANIMATION」のオープニングテーマ。楽曲は2014年6月4日にマキシシングルとしてKi/oon Musicよりリリースされた。

## 制作背景
爆弾ジョニーは2010年にりょーめーを始めとする高校の同窓5人で結成され、2011年に全国流通盤「かなしみのない場所へ」をリリースしデビューした。「唯一人」はメンバーが高校生だった当時に制作された。りょーめーはかねてから「ピンポン THE ANIMATION」の監督を務める湯浅政明のファンで、その観点から「ピンポン」に楽曲がマッチするのではないかと考え、タイアップの話を受けた際に提出した候補へ選出した。湯浅は2017年に企画されたバンドとの対談で「アニメには思いの丈を叫ぶような激しさがほしかった。候補の中で「唯一人」が最もパワーあふれるものだった」とテーマソングに選んだ経緯を語っている。

## 評価
「唯一人」は2014年6月4日にシングルリリースされた。楽曲は大阪FM802の6月度ヘビーローテーション、スペースシャワーTVの6月1～6月15日度のヘビーローテーションへ選出され注目を浴びた。ロッキング・オンの小池宏和は楽曲を「3分の尺に膨大な情報量が込められた、ロックンロールとアニメーションをつなげる普遍的な楽曲」だと評した。

## 収録内容
CD
| 全作曲: 爆弾ジョニー。 |                                       |              |              |      |
| #                      | タイトル                              | 作詞         | 作曲・編曲   | 時間 |
| 1.                     | 「唯一人」                            | 爆弾ジョニー | 爆弾ジョニー | 2:59 |
| 2.                     | 「P.P.P (Power to the Party People)」 | 山塚りきまる | 爆弾ジョニー | 3:52 |
| 3.                     | 「メンバー紹介」                      |              | 爆弾ジョニー | 3:38 |
| 合計時間:              | 合計時間:                             | 合計時間:    | 10:29        |      |

DVD
| #  | タイトル                                                  | 作詞 | 作曲・編曲 |
| -- | --------------------------------------------------------- | ---- | ---------- |
| 1. | タイトルなし(ミュージッククリップ「なあ～んにも」)        |      |            |
| 2. | 「「ピンポン」オープニング映像」                          |      |            |
| 3. | 「「ピンポン」オープニング映像 オンエア特別バージョン#1」 |      |            |
| 4. | 「「ピンポン」オープニング映像 オンエア特別バージョン#2」 |      |            |